# Pseudoeurycea praecellens
Pseudoeurycea praecellens är en groddjursart som först beskrevs av George Bernard Rabb 1955.  Pseudoeurycea praecellens ingår i släktet Pseudoeurycea och familjen lunglösa salamandrar. IUCN kategoriserar arten globalt som akut hotad. Inga underarter finns listade i Catalogue of Life.